# 西岗塔
西岗塔是一座位于中国河北省涞水县的辽代密檐式砖塔，现为第六批全国重点文物保护单位。该塔曾于1982年入选河北省文物保护单位。